# Малобаїково
Малобаї́ково (рос. Малобаиково, башк. Кесе Байыҡ) — присілок у складі Ішимбайського району Башкортостану, Росія. Входить до складу Байгузінської сільської ради.
Населення — 148 осіб (2010; 104 в 2002).
Національний склад:
- башкири — 96%